# Макар'євська сільська рада (Солтонський район)
Мака́р'євська сільська рада (рос. Макарьевский сельский совет) — сільське поселення у складі Солтонського району Алтайського краю Росії.
Адміністративний центр — село Макар'євка.

## Населення
Населення — 530 осіб (2019; 673 в 2010, 965 у 2002).

## Склад
До складу сільської ради входять:
| Населений пункт  | Населення, осіб (2002) | Населення, осіб (2010) |
| ---------------- | ---------------------- | ---------------------- |
| Афонино, село    | 3                      | 0                      |
| Ізлап, село      | 272                    | 225                    |
| Каракан, селище  | 4                      | 0                      |
| Макар'євка, село | 689                    | 448                    |